# Liste der denkmalgeschützten Objekte in Sankt Lorenzen am Wechsel
Die Liste der denkmalgeschützten Objekte in Sankt Lorenzen am Wechsel enthält die denkmalgeschützten, unbeweglichen Objekte der Gemeinde Sankt Lorenzen am Wechsel.

## Denkmäler
| Foto |                 | Denkmal                                                                                | Standort                                        | Beschreibung | Metadaten |
| ---- | --------------- | -------------------------------------------------------------------------------------- | ----------------------------------------------- | --- | --- |
| ja   | Datei hochladen | Gesamtanlage Festenburg mit Pfarrkirche hl. Katharina HERIS-ID: 69748 Objekt-ID: 82836 | Festenburg 1 (Burg) Standort KG: Köppel         | Schloss Festenburg liegt am westlichen Gemeinderand und wurde um 1200 von den Stubenbergern erbaut. Nach häufig wechselnden Herrschaften kam das Schloss im Jahr 1616 an das Stift Vorau und wurde um 1700 zu einer Klosterburg umgebaut. Die ehemalige Burgkapelle wurde Anfang des 18. Jahrhunderts zur Kirche ausgebaut, die Malereien im Inneren stammen von Johann Cyriak Hackhofer. | BDA-Hist.: Q2240992 Status: § 2a Stand der BDA-Liste: 2025-06-30 Name: Gesamtanlage Festenburg mit Pfarrkirche hl. Katharina GstNr.: 1062, 1059, 1060, 1061 Schloss Festenburg |
| ja   | Datei hochladen | Pfarrhof HERIS-ID: 51845 Objekt-ID: 57651                                              | Lorenzen 1 Standort KG: St. Lorenzen am Wechsel | Der Pfarrhof wurde im Jahr 1719 erbaut. | BDA-Hist.: Q38047928 Status: § 2a Stand der BDA-Liste: 2025-06-30 Name: Pfarrhof GstNr.: 670                                                                                   |
| ja   | Datei hochladen | Kath. Pfarrkirche hl. Laurentius HERIS-ID: 51846 Objekt-ID: 57652                      | Standort KG: St. Lorenzen am Wechsel            | Die Kirche ist dem heiligen Laurentius geweiht. Sie wurde im Jahr 1684 erbaut und ist die dritte im Ort, nachdem ihre Vorgängerinnen bei feindlichen Angriffen zerstört wurden. Sie wurde im barocken Stil errichtet und sollte gleichzeitig als Bollwerk gegen die Türken dienen. | BDA-Hist.: Q38047929 Status: § 2a Stand der BDA-Liste: 2025-06-30 Name: Kath. Pfarrkirche hl. Laurentius GstNr.: 669 Pfarrkirche hl. Laurentius, Sankt Lorenzen am Wechsel     |